# Интеррос
«Интерро́с» — российская частная инвестиционная компания. Полное наименование — Общество с ограниченной ответственностью «Холдинговая компания Интеррос». Штаб-квартира — в Москве.

## История
В марте 1990 года Владимир Потанин создал внешнеэкономическую ассоциацию «Интеррос», которая изначально специализировалась на оказании услуг финансового консалтинга и сопровождения внешнеторговых сделок. В 1992 году, оценив благоприятные перспективы развития финансового рынка в переходный период, акционеры «Интерроса» учредили банк «Международная финансовая компания» (МФК). Партнером Владимира Потанина стал финансист Михаил Прохоров.
Бурное развитие финансовых рынков поставило закономерный вопрос о создании универсального коммерческого банка. Эти функции взял на себя Объединённый экспортно-импортный банк (ОНЭКСИМ-банк), учрежденный в начале 1993 года. Президентом банка стал Владимир Потанин, председателем правления — Михаил Прохоров. Частный банк, оказывавший финансовые услуги крупнейшим предприятиям, составил конкуренцию государственным банкам и активно содействовал демонополизации сферы банковских услуг. Соучредителями и клиентами нового банка стали около 30 внешнеторговых объединений и крупных предприятий, общий оборот которых составлял примерно 10 млрд долларов в год. К середине 1990-х «ОНЭКСИМ-банк» вошел в пятерку крупнейших коммерческих банков России.
Начиная с 1994 года, ОНЭКСИМ-банк получает в управление и собственность пакеты акций российских промышленных предприятий. Было принято решение диверсифицировать направления деятельности и основать финансово-промышленную группу (ФПГ) «Интеррос». Указ о формировании группы подписал президент РФ Борис Ельцин. Основной задачей группы было приобретение и эффективное управление промышленными активами. В 1994 году к группе «Интеррос» перешли промышленные активы компании «Микродин», в том числе — пакет акций завода ЗИЛ и «Пермских моторов».
В 1995 году, в ходе залоговых аукционов, компании группы «Интеррос» получили в управление пакеты акций «Норильского никеля», нефтяной компании СИДАНКО, Новолипецкого металлургического комбината и Северо-Западного пароходства.

Владимир Потанин: "Залоговые аукционы воспринимаются как некая непрозрачная схема, которая была несправедлива. Я априори признаю несправедливость приватизации. Она не могла быть справедливой, потому что от системы, когда все было чужое, активы перешли к тому, что кто-то что-то себе отхватил, заработал. И это все в любом случае было несправедливо.
<…>Но что сделали залоговые аукционы? Они создали в России класс крупных собственников. Только после этого стало приемлемо владение крупными предприятиями, после этого стали собственниками владельцы крупнейших металлургических, угольных, транспортных компаний и так далее. Это пробило брешь в обороне «красных директоров» заводов. Это была борьба нового бизнеса с «красными директорами». Все просто забыли, как эти люди управляли ЮКОСом, «Норникелем», «Сибнефтью». Люди месяцами не получали зарплату, предприятия не платили налоги. Это было ужасно, и нужно было это приватизировать. Единственное, о чём мы спорим, это то, насколько это было справедливо, конкурентно и так далее
.

В 1996 году гендиректором металлургического гиганта РАО «Норильский никель» стал юный президент банка МФК Александр Хлопонин. Под его руководством начался процесс реструктуризации предприятия.
В августе 1997 года состоялся коммерческий конкурс, на котором государственный пакет акций РАО «Норильский никель» был приобретен компанией группы «Интеррос». Победитель заплатил государству за 38 % акций РАО более 270 млн долларов (превышение стартовой цены на 80 %) и, в соответствии с инвестиционными условиями коммерческого конкурса, перевел на счета РАО 300 млн долларов на освоение Пеляткинского газоконденсатного месторождения, 400 млрд рублей на содержание социальной инфраструктуры Норильского промышленного района (на территории которого проживает 300 тыс. человек) и на погашение долгов предприятий РАО Пенсионному фонду РФ. В том же году консорциум Mustcom Ltd (ОНЭКСИМ-банк, «Ренессанс Капитал», ИБ Deutsche Morgan Grenfell, Morgan Stanley Asset Management и фонд Джорджа Сороса Quantum) победил на аукционе по продаже 25 %+1 пакета акций «Связьинвеста» за рекордную сумму в 1,875 млрд долларов.
К 1998 году группа «Интеррос» представляла собой конгломерат активов с центром в ОНЭКСИМ-банке. Требовалось реструктурирование проектов, относящихся к различным отраслям экономики. В итоге все промышленные активы были сконцентрированы в холдинговой компании «Интеррос», а финансовый блок остался в ведении группы ОНЭКСИМ-МФК. Таким образом, ОНЭКСИМ-МФК стала одним из крупнейших частных финансово-кредитных институтов в России. Группа одной из первых в новейшей истории страны создала страховую компанию «Согласие», негосударственный пенсионный фонд «Интеррос-Достоинство», компанию «Интеррос-лизинг». В свою очередь, в функции ХК «Интеррос» входило управление активами, реструктуризация предприятий, выработка стратегии инвестиционной деятельности, финансовый контроль и подготовка кадров — иными словами, началось формирование «Интерроса» как инвестиционного фонда.
Однако этот процесс был прерван экономическим кризисом 1998 года. Для преодоления последствий кризиса, прежде всего, было необходимо достичь соглашения с кредиторами по реструктуризации обязательств ОНЭКСИМ-банка. Чтобы избежать банкротства, акционеры предоставили банку средства, с помощью которых были оплачены реструктурированные долговые обязательства и осуществлен выпуск облигаций. В результате окончательного соглашения с кредиторами была проведена первая и единственная в современной истории российского банковского сектора эффективная реструктуризация банковских обязательств. Следующим шагом «Интерроса» стало объединение ОНЭКСИМ-банка и созданного в 1998 году Росбанка, который выступил в роли «бридж-банка» для ОНЭКСИМ-банка. После реструктуризации обязательств последнего перед кредиторами, все его активы и пассивы были переведены в Росбанк. По аналогичной схеме произошла реструктуризация обязательств банка МФК.
Продолжая политику, выработанную до кризиса 1998 года, «Интеррос» также провел реструктуризацию своего крупнейшего промышленного актива РАО «Норильский никель»: акции старой компании (РАО «Норильский никель») обменяли на акции новой (ГМК «Норильский никель»). В результате капитализация и степень прозрачности операций ГМК в значительной степени выросли: капитализация «Норильского никеля» на бирже РТС в 2001 году равнялась 2 млрд долларов, а в начале 2007 года — 30 млрд долларов. Индекс РТС за это время вырос в 9 раз.
Одновременно с реструктуризацией своих компаний «Интеррос» приступил к продаже непрофильных активов и начал поиск возможностей для продвижения по новым бизнес-направлениям. Непрофильными активами «Интеррос» признал те проекты, в которых по тем или иным причинам не имел возможности влиять на стратегию развития или участвовать в оперативном управлении. Исходя из этих критериев, холдинг продал свои пакеты акций компаний «Сиданко» (общая сумма вырученных средств от продажи акций в 1997—2001 годах — более 2 млрд долларов), «Пермских моторов» (50 млн долларов), Новолипецкого металлургического комбината (220 млн долларов), а также компаний в области ВПК.
К 2000 году «Интеррос» совместно с другими российскими инвесторами приобрел крупный пакет акций ОАО «Электросила», а также по 100 % ОАО «ЗТЛ» и ОАО «ЛМЗ». В ноябре 2000 года была создана управляющая компания «Силовые машины». Под этим брендом происходило финансовое оздоровление приобретенных предприятий. В ходе ряда сделок в 2007 году «Интеррос» вышел из числа владельцев «Силовых машин».
В начале 2000-х годов «Интеррос» окончательно утвердил свою стратегию развития как инвестиционного фонда, создателя «голубых фишек». Перед компаниями, входящими в группу «Интеррос», была поставлена задача — через определённое время выйти на фондовый рынок, стать публичными и открытыми для инвесторов.
В сентябре 2002 года «Интеррос» учредил ОПИН, компанию, которая в 2004 году первой на российском рынке недвижимости успешно провела первичное размещение своих акций (IPO) среди широкого круга российских и международных инвесторов, в рамках которого были также выпущены глобальные депозитарные акции (GDA). В 2003 году «Интеррос» создает компанию по девелопменту горнолыжного курорта «Роза Хутор» для строительства горнолыжного курорта в районе поселка Красная Поляна (Сочи).
В 2006 году произошло выделение золотодобывающих активов из ГМК «Норильский никель» в новую компанию «Полюс Золото». Это оказалось примерно в 25 раз больше, чем «Норильский никель» потратил на консолидацию золоторудных активов.[что?] В том же 2006 году «Интеррос» и французская банковская группа Сосьете Женераль (Societe Generale — SG) договорились о партнерстве в развитии банковского бизнеса. В результате, после серии сделок, SG довела свою долю в Росбанке до 64,7 %. Общая сумма сделок в итоге составила около 2,5 млрд долларов.
В начале 2007 года владельцы «Интерроса» Владимир Потанин и Михаил Прохоров объявили о начале раздела бизнеса, который продолжался в течение последующих 3 лет. Весной 2009 года акции «Полюс Золота», принадлежащие «Интерросу», были проданы Сулейману Керимову.
Летом 2009 года «Интеррос» стал соучредителем и единственным инвестором Российского международного олимпийского университета. В июне 2010 года в Сочи состоялась торжественная церемония закладки первого камня в фундамент РМОУ.
В феврале 2010 года французская банковская группа Сосьете Женераль и «Интеррос» договорились об объединении Росбанка и других российских дочерних банков Сосьете Женераль. В сентябре 2010 года «Интеррос» создал компанию «ПрофЭстейт» для консолидации активов и операций в сфере недвижимости. В декабре 2010 года «Интеррос» совместно с Росавиацией и ФТС России приступили к созданию сети современных транспортно-логистических центров (хабов) в крупнейших аэропортах Российской Федерации.
В марте 2011 года «Интеррос» и администрация Тверской области договорились развивать инновационные проекты по переработке торфа и мониторингу лесного хозяйства региона с целью профилактики лесных пожаров. В июне 2011 года сеть кинотеатров «Синема Парк» приобрела сеть Kinostar De Luxe. В декабре 2011 года «Интеррос» выделил «Синема Парк» из холдинга «ПрофМедиа» в отдельный бизнес.
В феврале 2012 года «Интеррос» создал управляющую компанию «Интерпорт», задача которой стала консолидация и управление активами в транспортно-логистической сфере, а также строительство новой грузовой инфраструктуры аэропортов.
В июне 2013 года стало известно о соглашении между «Интерросом» и Сбербанком, которое позволит инвесткомпании получить кредит с общим лимитом на сумму около 2,2 млрд долл. Средства пойдут на удешевление кредитного портфеля, а также на финансирование дочерних структур, в том числе компании «ПрофЭстейт», которая строит горнолыжный курорт «Роза Хутор».
В ноябре 2013 года «Интеррос» купил контрольный пакет акций фармацевтической компании «Петровакс Фарм». Компания производит собственные оригинальные препараты, локализованные лекарственные средства и вакцины, дженерические препараты и биологически активные добавки. В октябре 2022 года холдинг продал «Петровакс» президенту компании Михаилу Циферову и инвесткомпании VB Partners.
В декабре 2021 года Interros Capital Ltd. был редомицилирован с Кипра (была зарегистрирована как Bonico Holdings Co. Ltd.) в специальный административный район на острове Русский. Единственным владельцем через компании «Вайтлив Холдингс Лимитед» и «Интеррос Инвест» является Владимир Потанин.

### Раздел активов с Михаилом Прохоровым
В начале 2007 года владельцы «Интерроса» Владимир Потанин и Михаил Прохоров объявили о разделе бизнеса. В результате его реструктуризации компания «Интеррос» осталась в собственности Владимира Потанина, а Михаил Прохоров создал свою управляющую компанию.
В сентябре 2008 года стороны подписали протокол о разделе активов.
В ноябре 2010 Владимир Потанин и Михаил Прохоров в результате ряда сделок прекратили действие совместного траста и освободили друг друга от взаимных претензий.

### Конфликт с «Русалом» вокруг «Норильского никеля»
В рамках раздела активов между Владимиром Потаниным и Михаилом Прохоровым у «Интерроса» остался пакет в 25 % «Норильского никеля». Позднее в 2008 году Михаил Прохоров продал свой аналогичный пакет ГМК ОК «Русал» Олега Дерипаски. С тех пор у совладельцев существовали разные позиции относительно принципов управления компанией и её стратегического развития. Руководство и совладельцы «Российского алюминия» намеревались начать переговоры с другими акционерами «Норильского никеля» о его объединении с UC Rusal. Потанин заявлял следующее:

Владимир Потанин: «А разногласия заключаются в том, что я предпочитаю в своем бизнесе, в своей деятельности делегировать управленческие полномочия той команде, которую я нанял. А Олег Владимирович любит „рулить“ сам. И в этом смысле его стремление все больше вмешиваться в оперативную деятельность компании совершенно не соответствует тому уровню вмешательства, которое я считаю допустимым. Я полагаю, что совет директоров обладает достаточно широкими полномочиями для того, чтобы все интересующие акционеров вопросы стратегического характера решать в рамках совета директоров. И вмешательство извне в инвестиционную деятельность компании я считаю не только не обязательным, но и вредным. Вот в этом, собственно, основное несовпадение».

.
В течение полутора лет сначала «Интеррос», а затем «Норникель» предлагали «Русалу» продать пакет «Норильского никеля» с существенной премией к рынку, но «Русал» не принял ни одно из этих предложений. Немаловажным аспектом в борьбе акционеров являлся тот факт, что сам «Норникель» выкупил с рынка существенный пакет своих акций — 17,3 %, и данные казначейские акции «голосовали» на стороне менеджмента компании.
28 июня 2010 года прошло годовое общее собрание акционеров (ГОСА) «Норильского никеля». В совет директоров ГМК были избраны 4 представителя «Интерроса». Александр Волошин, чью кандидатуру поддерживал «Русал», не получил достаточного количества голосов и не попал в Совет. С этого момента «Русал» подал около двух десятков исков против «Интерроса» и «Норильского никеля» в российские и международные суды, оспаривая ГОСА-2010 и другие сделки, осуществленные, в том числе, по решению совета директоров ГМК. Практически все они не были удовлетворены или приняты к рассмотрению. Более того, некоторые суды расценили деятельность «Русала» как злоупотребление правом.
29 июня 2012 года на ГОСА был избран новый совет директоров компании, в котором из прежнего состава осталось 11 человек. Это представители «Интерроса» — Андрей Бугров, Сергей Барбашев, Марианна Захарова и Лариса Зелькова, «Русала» — Олег Дерипаска и Максим Соков, «Норильского никеля» — Владимир Стржалковский, Trafigura — Клод Дофин. А также независимые — Брэдфорд Миллс, Энос Банда, Александр Волошин. Впервые в совет в качестве независимых директоров вошли Корнелис Йоханнес Герхардус Принслоо и Сталбек Мишаков.
В начале декабря 2012 года стороны заявили о примирении, призвав в качестве арбитра Романа Абрамовича. Дерипаска, Потанин и Абрамович подписали новое акционерное соглашение, в соответствии с которым генеральным директором «Норникеля» должен стать, вместо не устраивающего «Русал» Стржалковского, сам Владимир Потанин, а 16,9 % казначейских акций, находящихся на балансе компании, должны быть погашены. Часть акций нынешние акционеры, как предполагается, продадут Абрамовичу (2,84 % акций продаст Потанин за $867,3 млн, а 2,03 % — Дерипаска за $619,7 млн). Также ожидается, что «Интеррос», «Русал» и Millhouse (компания Абрамовича) должны создать траст, куда будут переданы равные части их долей в «Норникеле» (7,3 % акций с каждого), для того, чтобы Абрамович мог, выступая в качестве третейского судьи, управлять в совокупности 20 % акций. Помимо этого стороны договорились о прекращении всех судебных процессов и избрании нового совета директоров с равномерным представительством.
В апреле 2013 года «Интеррос» закрыл сделку по продаже Crispian Investments Limited, структуре, аффилированной с Романом Абрамовичем (заменила в сделке компанию Millhouse) 5420464 акции ОАО ГМК «Норильский никель» по цене $160 за ценную бумагу.

## Собственники и руководство
Единственным владельцем «Интерроса» является Владимир Потанин через компанию «Интеррос Инвест», зарегистрированную на острове Русский.
Генеральный директор:
- 2008—2020 — Сергей Барбашев
- с 2020 года — Сергей Батехин

Председатель правления:
- 2010—2020 — Сергей Барбашев
- с 2020 года — Сергей Батехин

## Основные активы
Активы «Интерроса» сосредоточены в:
- металлургии и горнодобыче (ГМК «Норильский Никель»),
- банковской сфере («Т-Банк» и банк «Точка»),
- сфере недвижимости («ПрофЭстейт»),
- сфере спорта и туризма («Роза Хутор»),
- в сфере транспорта и логистики («Интерпорт»).

По состоянию на начало 2013 года стоимость активов под управлением «Интерроса» составляла около 15 млрд долларов.

### ГМК «Норильский никель»
ГМК «Норильский никель» — одна из крупнейших российских горно-металлургических компаний. Руководство: Андрей Бугров, председатель Совета директоров; Владимир Стржалковский, генеральный директор.
ГМК «Норильский никель» производит четыре основных металла — никель, медь, палладий и платину, а также множество побочных металлов, таких как кобальт, родий, серебро, золото, теллур, селен, иридий, рутений. Предприятия «Норильского никеля» занимаются поиском, разведкой, добычей, обогащением и металлургической переработкой полезных ископаемых, производством, маркетингом и реализацией драгоценных и цветных металлов.
Оборот — 14,122 млрд долларов (2011, МСФО), чистая прибыль — 3,626 млрд долларов (2011, МСФО).

### «ПрофМедиа»
«ПрофМедиа» — одна из крупнейших в России медиа-групп. Руководство: Рафаэль Акопов, президент; Ольга Паскина, исполнительный вице-президент.
Компания управляет рядом известных брендов, включая «ТВ3», «MTV Россия» и «2х2» в сегменте телевидения; «Авторадио», «Energy», «Радио Romantika» и «Юмор FM» — в сегменте радио; «Централ Партнершип» на рынке кинопроизводства и дистрибуции фильмов; «Афиша» — в сегменте печатных СМИ; www.rambler.ru, www.lenta.ru, www.afisha.ru, www.101.ru и других брендов в Рунете.
В апреле 2013 года стало известно об объединении «Рамблер-Афиши» и SUP Media Александра Мамута.
С 2014 года большинство активов являются собственностью «Газпром-Медиа».
Выручка — 16 млрд рублей (2009, МСФО).

### «ПрофЭстейт»
Группа компаний «ПрофЭстейт» была создана компанией «Интеррос» для консолидации всех активов и операций в сфере недвижимости. Руководство: Сергей Бачин, президент; Николай Шленцов, генеральный директор.
Приоритетным направлением деятельности «ПрофЭстейт» является строительство олимпийских объектов: горнолыжного курорта «Роза Хутор», Российского международного олимпийского университета (РМОУ) и многофункционального гостинично-рекреационного комплекса в центральной части Сочи. Помимо олимпийских объектов «ПрофЭстейт» концентрируется на строительстве офисных центров класса А, гостиничных комплексов, загородной недвижимости классов «Премиум» и «Бизнес», а также на управлении земельными активами. География проектов — Москва, близлежащие регионы, Центральная Россия и Юг России.
Предполагается, что в течение пяти лет «ПрофЭстейт» инвестирует около 2,5 млрд долларов США в развитие своих проектов и последующее управление ими.

### «Роза Хутор»
Компания по девелопменту горнолыжного курорта «Роза Хутор» была учреждена ХК «Интеррос» в 2003 году для строительства и развития горнолыжного курорта «Роза Хутор» в окрестностях поселка Красная Поляна города Сочи. Руководство: Сергей Барбашев, председатель совета директоров.
Проект предусматривает создание уникального в России круглогодичного курорта мирового уровня, который является ключевым объектом Зимних Олимпийских зимних игр в Сочи в 2014 году. На территории курорта «Роза Хутор», как предполагается, до 2014 года будет введено в эксплуатацию 80 км горнолыжных трасс различной сложности, 18 подъемников, сноуборд-парк, фристайл-центр, Горная Олимпийская деревня и более 410 тыс. м² гостиничной, спортивной и рекреационной инфраструктуры.
Общий объём инвестиций в проект на 2012 год составляет около 2 млрд долларов.
В апреле 2013 года компания «Интеррос» выступила с предложением федеральным властям создать после окончания Игр в горном кластере Сочи особую экономическую зону туристско-рекреационного типа.

### «Интерпорт»
В 2012 году «Интеррос» создал управляющую компанию (УК) «Интерпорт», задачей которой является консолидация и управление активами в транспортно-логистической сфере, а также строительство новой грузовой инфраструктуры аэропортов. Руководство: Сергей Батехин, Председатель Совета директоров; Игорь Каталевский, президент.
В настоящее время опорными точками проекта УК «Интерпорт» являются грузовые терминалы аэропортов «Шереметьево» (Москва) и «Емельяново» (Красноярск). Задачи УК «Интерпорт» во всех аэропортах присутствия: обеспечение одинаково высокого уровня обслуживания авиаперевозчиков, внедрение современных технологий обработки грузов, в том числе стандартов электронной технологии e-freight, применяемой в крупнейших грузовых аэропортах мира. Индустриальным партнёром «Интерроса» в УК «Интерпорт» является группа компаний «Кратос».
В планах компании занять 15 % российского рынка авиаперевозок с учётом роста общего грузооборота.

### «Росбанк»
Компания «Интеррос» основала «Росбанк» в 1998 году. До 2008 года «Интеррос» являлся контролирующим акционером банка, затем контрольный пакет акций перешёл к Societe Generale.
В мае 2022 года Societe Generale закрыла сделку по продаже «Росбанка» и российских страховых подразделений группы в пользу «Интеррос».
В октябре 2022 года «Интеррос» передала 47,5% в капитале «Росбанка» благотворительному фонду Владимира Потанина.
Летом 2024 года начался процесс слияния «Росбанка» и «Т-Банка». Группа «Интеррос» провела допэмиссию акций холдинговой компании «Т-Банка», оплатив пакет акциями «Росбанка». 1 января 2025 года было завершено присоединение «Росбанка» к «Т-Банку» в формате филиала.

### «Т-Технологии»
28 апреля 2022 года группа «Интеррос» приобрела 35 % акций TCS Group Holding (с ноября 2024 года — «Т-Технологии»). Президент компании «Интеррос» Владимир Потанин заявил следующее:
Цитата: «„Интеррос“ как долгосрочный финансовый инвестор заинтересован в том, чтобы Группа „Тинькофф“ и впредь занимала лидирующие позиции на банковском рынке РФ. Мы рассчитываем, что участие „Интерроса“ как нового акционера в капитале в сочетании с уникальным опытом управляющей команды Группы „Тинькофф“ станут хорошим импульсом для дальнейшего развития бизнеса Группы, создадут добавленную стоимость для всех акционеров и инвесторов, обеспечат ещё более современный и высококлассный сервис для её клиентов.»
В результате допэмиссии акций «ТКС» при слиянии «Росбанка» и «Т-Банка» в августе 2024 года группа «Интеррос» довела свою долю в холдинге до 41,4 %.

### «Яндекс»
В мае 2025 года «Интеррос» и дочерняя группа «Т-Технологии» получили контроль над 9,95 % акций холдинговой структуры «Яндекса» через компанию «Каталитик Пипл» (50,01 % контролирует «Т-Технологии», 49,99 % — «Интеррос»).

### «United Card Services»
В мае 2022 года «Интеррос» приобрёл процессинговую компанию АО «Компания объединённых кредитных карточек», также известную как UCS («United Card Services»). Ранее UCS уже принадлежала «Интерросу», но в 2009 году её выкупила группа компаний Global Payments Inc. за 75 млн долларов.

### Прочие активы
В 2021 год «Интеррос» основал венчурный фонд «Восход», который позиционировался, как "первый крупный частный фонд на Дальнем Востоке". Возглавил «Восход» Руслан Саркисов. За 2 года «Интеррос» инвестировал через «Восход» 2 млрд рублей в технологические стартапы в России в области робототехники, биотехнологий и т. д. В июне 2023 года «Интеррос» Владимира Потанина продал управляющую компанию венчурного фонда «Восход» объемом 10 млрд рублей топ-менеджменту: 80% компании принадлежит гендиректору Руслану Саркисову, по 10% у Константина Гибало и Артура Мартиросова.

## Благотворительность
Под эгидой «Интерроса» действует Благотворительный фонд В. Потанина. Это один из первых частных фондов в истории современной России. Он создан в 1999 году для реализации долгосрочных программ в сфере образования и культуры. Генеральный директор фонда Лариса Зелькова является членом Общественной палаты РФ и руководителем рабочей группы по развитию благотворительности.
Бюджет фонда формируется из личных средств Владимира Потанина. Ежегодно на программы в сфере образования и культуры выделяется около $10 млн.

## Санкции
15 декабря 2022 года, на фоне вторжения России на Украину, инвестиционная компания попала под санкции США. Позднее в санкционный список включили Whiteleave Holdings, Satcliff trading, МК «Интеррос инвест», «Интеррос капитал». Также под санкции попал топ-менеджер компании Сергей Батехин. Их активы на территории США заморожены, а операции с ними запрещены. 22 августа 2023 года Интеррос включён в санкционный список Канады против организаций финансового сектора и предприятий «связанных с режимом Путина».